# Đệ Nhị Cộng hòa Hy Lạp
Đê nhị Cộng hoà Hy Lạp (tiếng Hy Lạp: Βʹ Ελληνική Δημοκρατία) là thuật ngữ lịch sử hiện đại chỉ chế độ chính trị tại Hy Lạp giữa 24 tháng 3 năm 1924 và 10 tháng 10 năm 1935, được biết đơn giản lúc bấy giờ với tên gọi là Cộng hòa Hy Lạp (tiếng Hy Lạp: Ἑλληνικὴ Δημοκρατία, phát âm tiếng Hy Lạp: [eliniˈci ðimokraˈtia]). Đó là một quốc gia nhỏ trong vùng Balkan bao gồm lãnh thổ gần trùng với các quốc gia ngày nay Hy Lạp (ngoại trừ Dodecanese) và giáp với Albania, Nam Tư, Bulgaria, Thổ Nhĩ Kỳ và Quần đảo Aegean của Ý. Nền cộng hòa là giai đoạn kế tiếp của chế độ quân chủ lập hiến dưới sự trị vì của các quốc vương của nhà Glücksburg, và cho đến khi bị đảo chính quân sự thì khôi phục chế độ quân chủ.
Nước cộng hòa đã được quốc hội quốc gia này tuyên bố ngày 25 tháng 3 năm 1924. Một quốc gia tương đối nhỏ với dân số 6,2 triệu người vào năm 1928, với tổng diện tích 130.199 km², hầu như hệt toàn bộ lãnh thổ Hy Lạp ngày nay. Trong suốt lịch sử mười một năm, Đệ nhị Cộng hòa đã chứng kiến một số sự kiện lịch sử quan trọng nhất trong lịch sử Hy Lạp hiện đại nổi lên; từ chế độ độc tài quân sự đầu tiên của Hy Lạp, đến hình thức quản trị dân chủ ngắn ngủi, bình thường hóa quan hệ Hy Lạp - Thổ Nhĩ Kỳ kéo dài cho đến 1950 và đến lần đầu tiên những nỗ lực thực sự cho công nghiệp hóa quốc gia, với những tiến bộ đáng kể.
Nó đã bị bãi bỏ vào ngày 10 tháng 10 năm 1935, và việc bãi bỏ nó đã được xác nhận bởi trưng cầu dân ý ngày 3 tháng 11 của cùng năm được chấp nhận rộng rãi như cử tri gian lận. Sự sụp đổ của nước Cộng hòa thứ hai cuối cùng đã mở đường cho Hy Lạp trở thành quốc gia độc đảng độc tài toàn trị, chế độ 4 tháng 8 của Ioannis Metaxas, kéo dài từ năm 1936 cho đến khi chiếm đóng của Hy Lạp vào năm 1941.